# 中国进出口银行

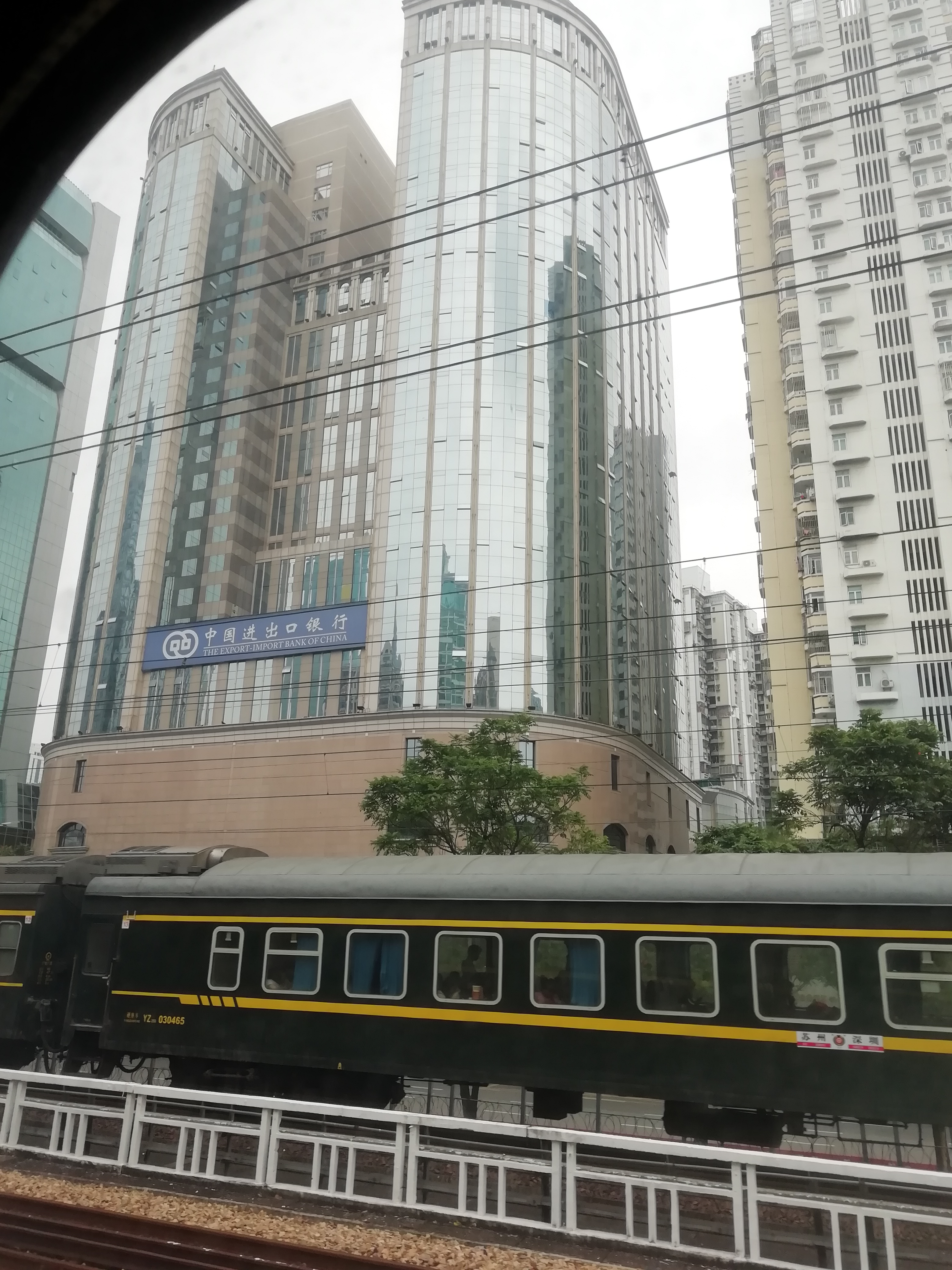
中国进出口银行深圳分行

中国进出口银行（简称进出口银行、中出行，縮寫：CEXIM）是直属中华人民共和国国务院领导，由政府全资拥有、具有独立法人地位的国有政策性银行，其国际信用评级与国家主权评级一致。进出口银行创立的目的是为了解决当时中华人民共和国在扩大出口和吸引外资两方面的外贸需求，也是为适应建立社会主义市场经济体制的需要，加快金融体制改革，实行政策性金融业务与商业性金融业务分离的重大举措之一。

## 历史沿革
- 1986年，佟志广（进出口银行首任董事长，时任香港华润集团总经理）受香港出口信用保險局启发，认为有必要开设一家中华人民共和国的出口信用机构。
- 1991年，佟志广到中华人民共和国对外贸易经济合作部就职，作为第二任中国“复关”首席谈判代表，他意识到进出口银行的建立迫在眉睫[2]。
- 1994年4月26日，根据《国务院关于组建中国进出口银行的通知》（国发《1994》20号），中国进出口银行正式组建。组建单位为中华人民共和国财政部、中华人民共和国对外贸易经济合作部和中国银行。
- 1994年7月1日，进出口银行正式开业。

## 业务发展
中国进出口银行成立之初是为了支持机电产品和成套设备等资本性货物的出口，相应地开办了出口信贷业务。1995年中华人民共和国援外体制改革，进出口银行开始承办援外优惠贷款及转贷业务。1996年，开办了加工贸易贷款业务。1999年，开始提供对高新技术产品出口贷款的支持。在中国加入世界贸易组织后，按照走出去战略，在境内开设营业机构，并开办了国际国内结算和企业存款业务。
截至目前，进出口银行在中华人民共和国大陆境内设有29家营业性分支机构；在香港特别行政区设有香港代表处；在境外设有巴黎分行、东南非代表处、圣彼得堡代表处以及西北非代表处；与1000多家银行的总分支机构建立了代理行关系。

### 业务范围
中国进出口银行的经营宗旨随着国家战略的调整而做出相应的变化，目前其业务范围主要为：
1. 经批准办理配合国家对外贸易和“走出去”领域的短期、中期和长期贷款，含出口信贷、进口信贷、对外承包工程贷款、境外投资贷款、中国政府援外优惠贷款和优惠出口买方信贷等；
2. 办理国务院指定的特种贷款；
3. 办理外国政府和国际金融机构转贷款（转赠款）业务中的三类项目及人民币配套贷款；
4. 吸收授信客户项下存款；
5. 发行金融债券；
6. 办理国内外结算和结售汇业务；
7. 办理保函、信用证、福费廷等其他方式的贸易融资业务；
8. 办理与对外贸易相关的委托贷款业务；
9. 办理与对外贸易相关的担保业务；
10. 办理经批准的外汇业务；
11. 买卖、代理买卖和承销债券；
12. 从事同业拆借、存放业务；
13. 办理与金融业务相关的资信调查、咨询、评估、见证业务；
14. 办理票据承兑与贴现；
15. 代理收付款项及代理保险业务；
16. 买卖、代理买卖金融衍生产品；
17. 资产证券化业务；
18. 企业财务顾问服务；
19. 组织或参加银团贷款；
20. 海外分支机构在进出口银行授权范围内经营当地法律许可的银行业务；
21. 按程序经批准后以子公司形式开展股权投资及租赁业务；
22. 经国务院银行业监督管理机构批准的其他业务。

### 发展合作

#### 与交通银行战略合作
2017年4月26日，交通银行与中国进出口银行在北京签署战略合作协议，双方将进一步加强在银团贷款、结算代理、贸易融资等领域的合作。

## 外部連結
- 中国进出口银行官方网站（简体中文）
  - The Export-Import Bank of China（英文）
  - Banque d'exportation et d'importation de Chine（法文）
  - （页面存档备份，存于）（俄文）